# Carrière de Caster

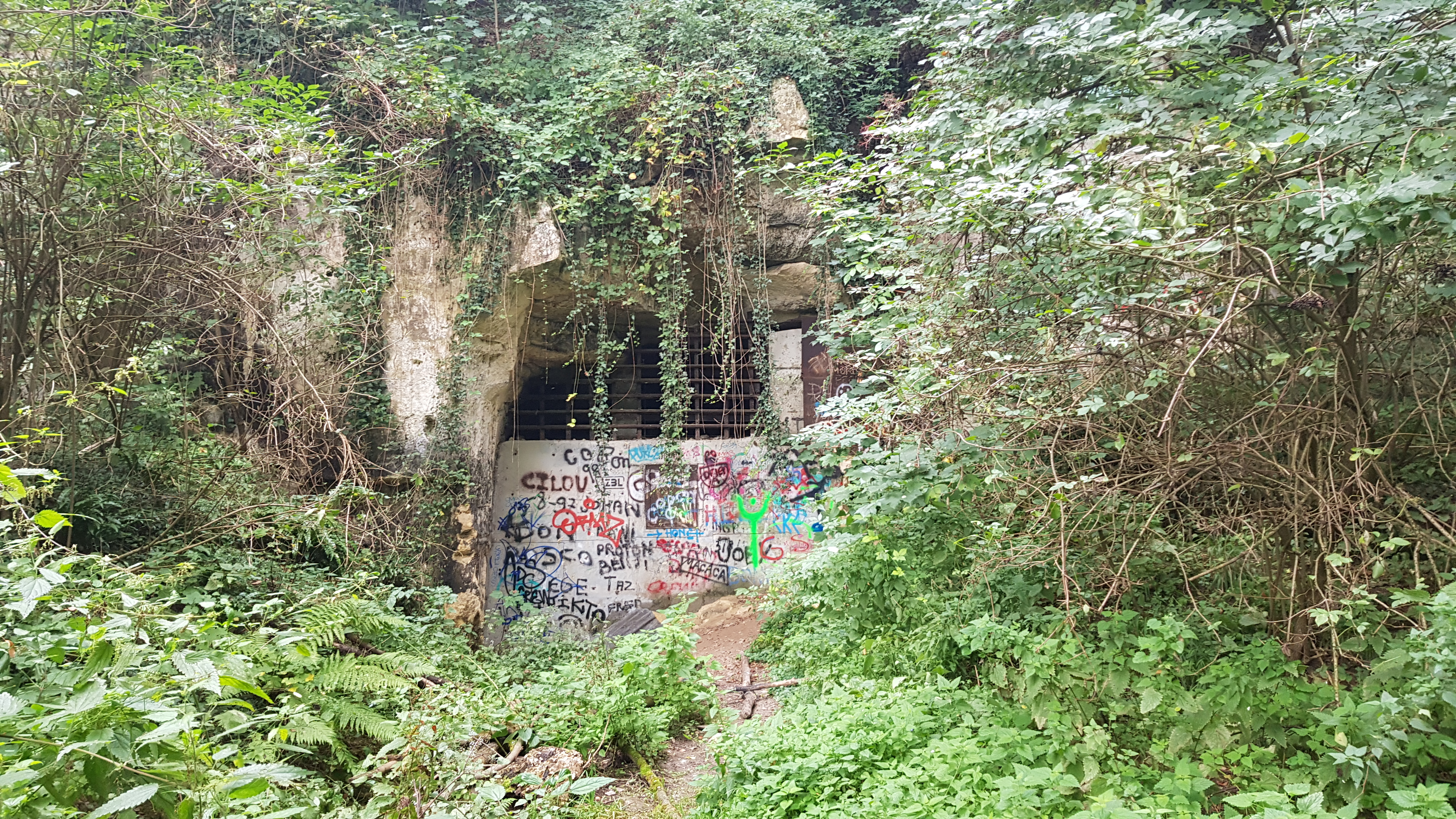
Entrée principale de la carrière

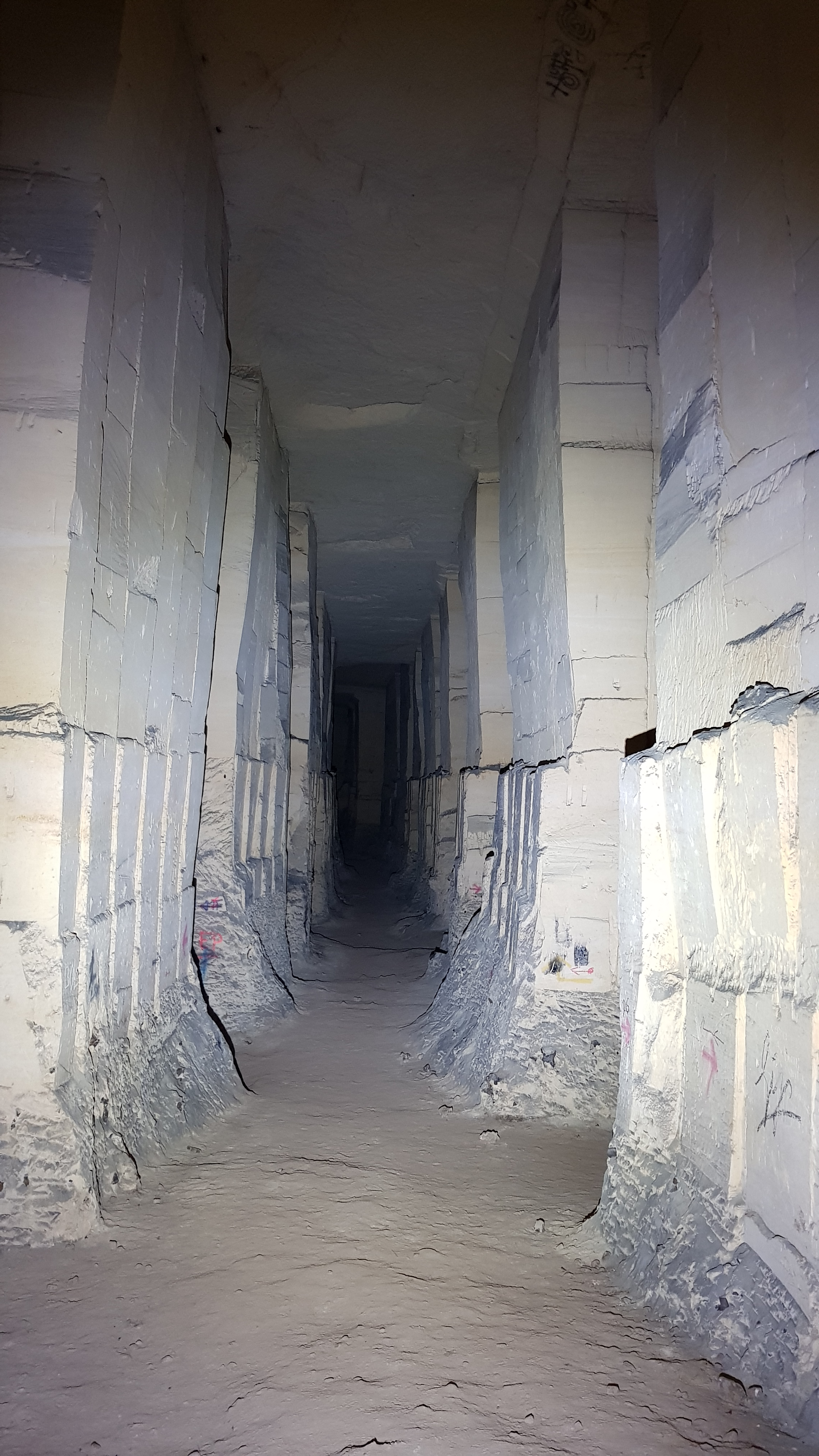
Un des couloirs

La Carrière de Caster est une carrière souterraine de tuffeau dans la partie sud de Montagne Saint-Pierre.

## Description
Il s'agit d'un vaste réseau de 15 à 20 km de galeries à la limite des communes belges de Riemst et Visé au nord-ouest de Petit-Lanaye et au sud-est de Canne. La moitié environ du réseau s'étend sous le territoire de la commune de Riemst (Région Flamande). Les entrées et près de la moitié du réseau sont sur le territoire de la commune de Visé (Région Wallonne). Une toute petite partie s'étend sous les Pays-Bas d'où il n'est plus accessible. Il était connecté avec les carrières de Maastricht. Le passage est bloqué par des murs en béton.
La partie wallonne de la carrière se trouve dans la zone protégée du Thier de Caster.
La carrière porte le nom du château de Caster, qui se dressait sur le bord du plateau au sud de la carrière. Il y avait également une entrée de la carrière près de la chapelle (démolie) du château de Caster. Au sud de la carrière se trouvent la Carrière des Caveaux et la Carrière du Château et plus au sud la Carrière de Lanaye Supérieur.
On en a tiré du tuffeau à des époques différentes du Moyen Âge (13e siècle) au 19e siècle. La carrière de Caster se distingue par la présence de nombreux graffitis médiévaux et de la période renaissance. La plus ancienne inscription avec date est de 1468.
Le tuffeau sert à la réalisation de pierre à bâtir ou réduit en poudre à la constitution du ciment. Le creusement y est effectué à la haveuse, à la scie ou à la lance.
La carrière de Caster est à 20 mètres de profondeur sous le plateau de Caster. Elle se distingue en premier lieu par la hauteur de ses galeries. La largeur varie de 2 à 5 mètres. La hauteur moyenne est de 10 mètres (11 à 13 m pour les plus hautes). Il y a quelques puits d'aération pour la ventilation.
La carrière de Caster a trois entrées. Les entrées sont scellées, mais de manière que les chauves-souris puissent s'y abriter. La carrière est devenue une réserve souterraine pour l'hibernation des chauves-souris.

## Galerie

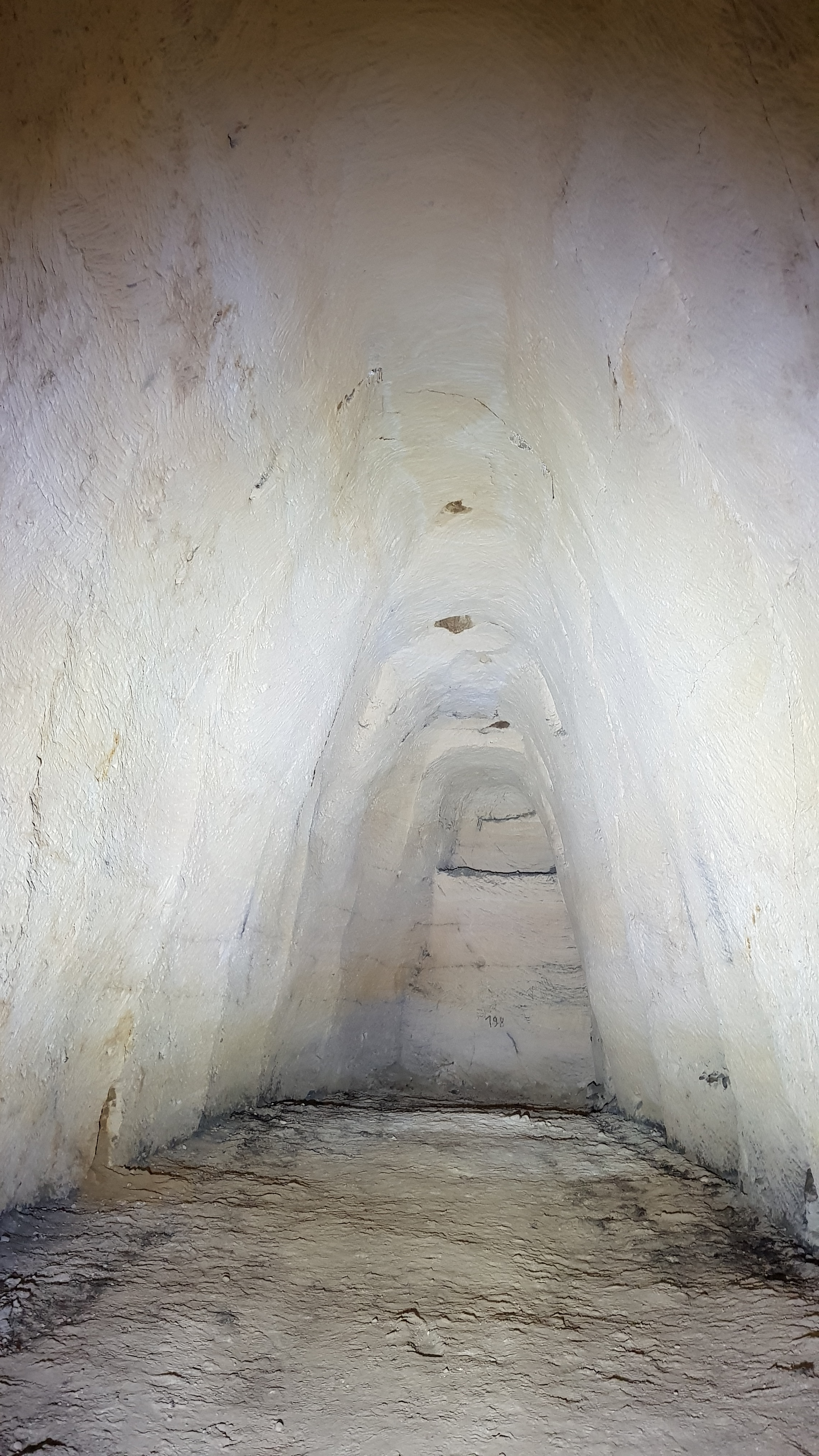
Un couloir parabolique
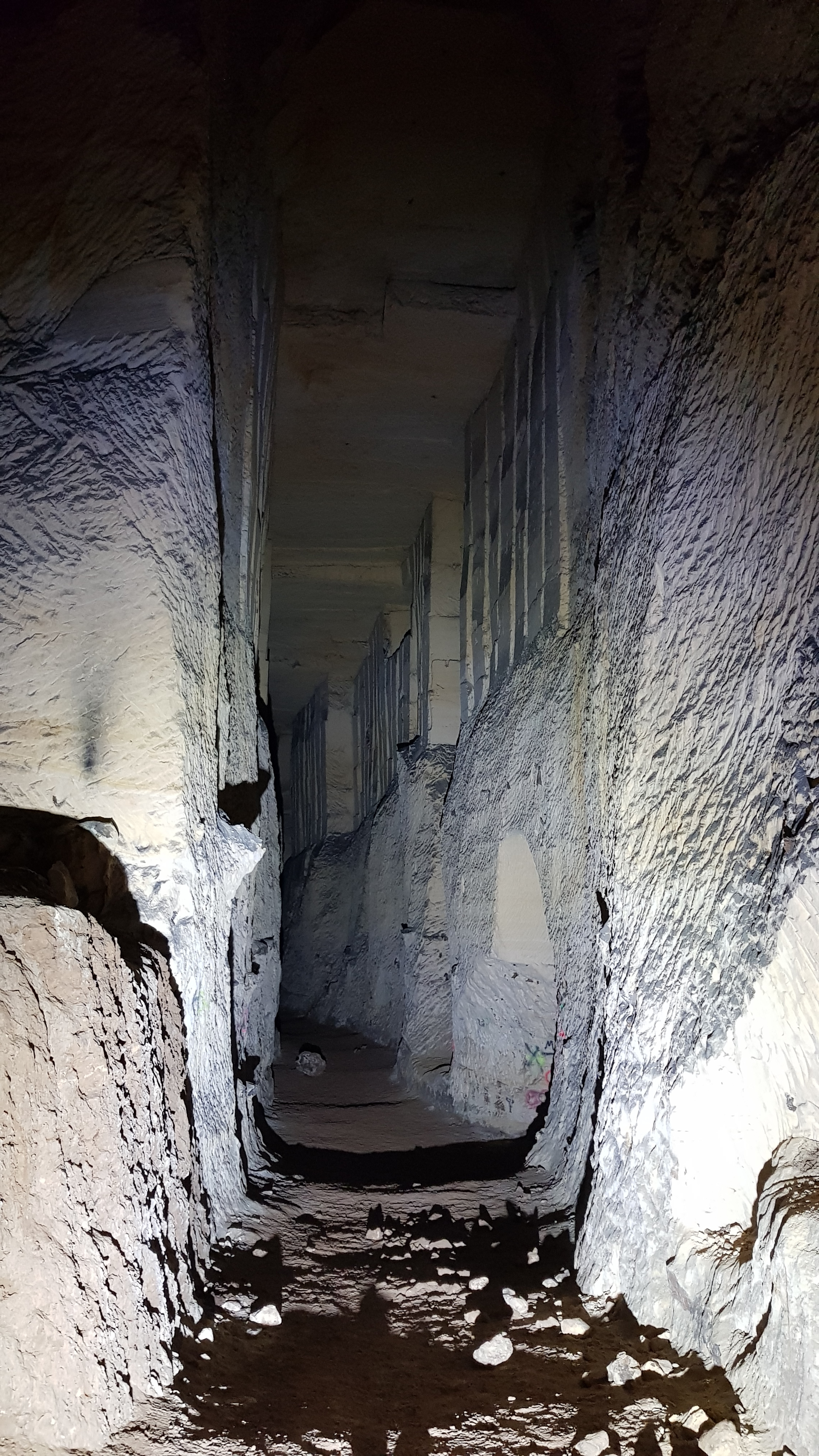
Deux types d'exploitation : extraction du tuffeau en haut et de la marne en bas
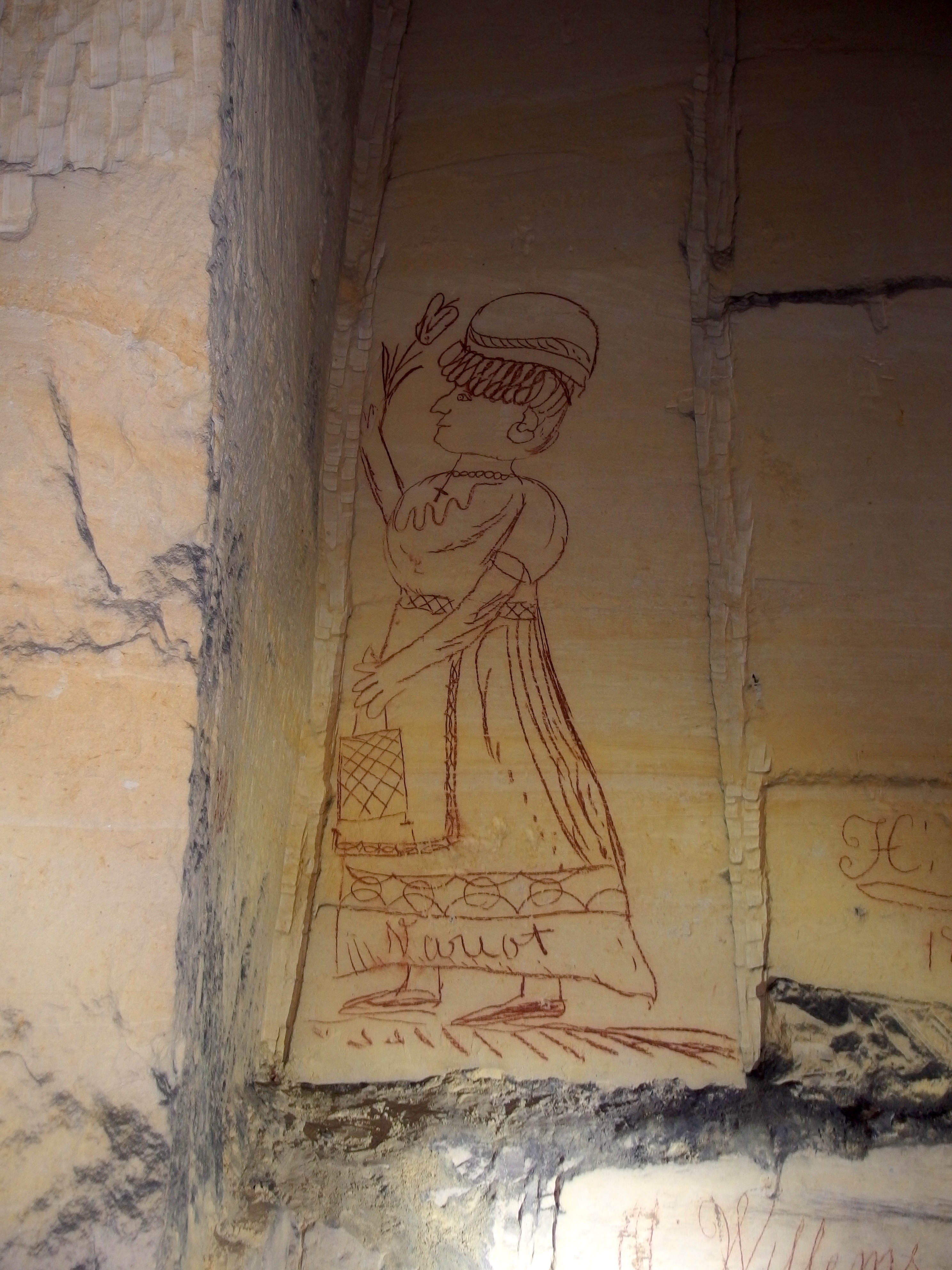
Dessin ancien sur le mur de tuffeau
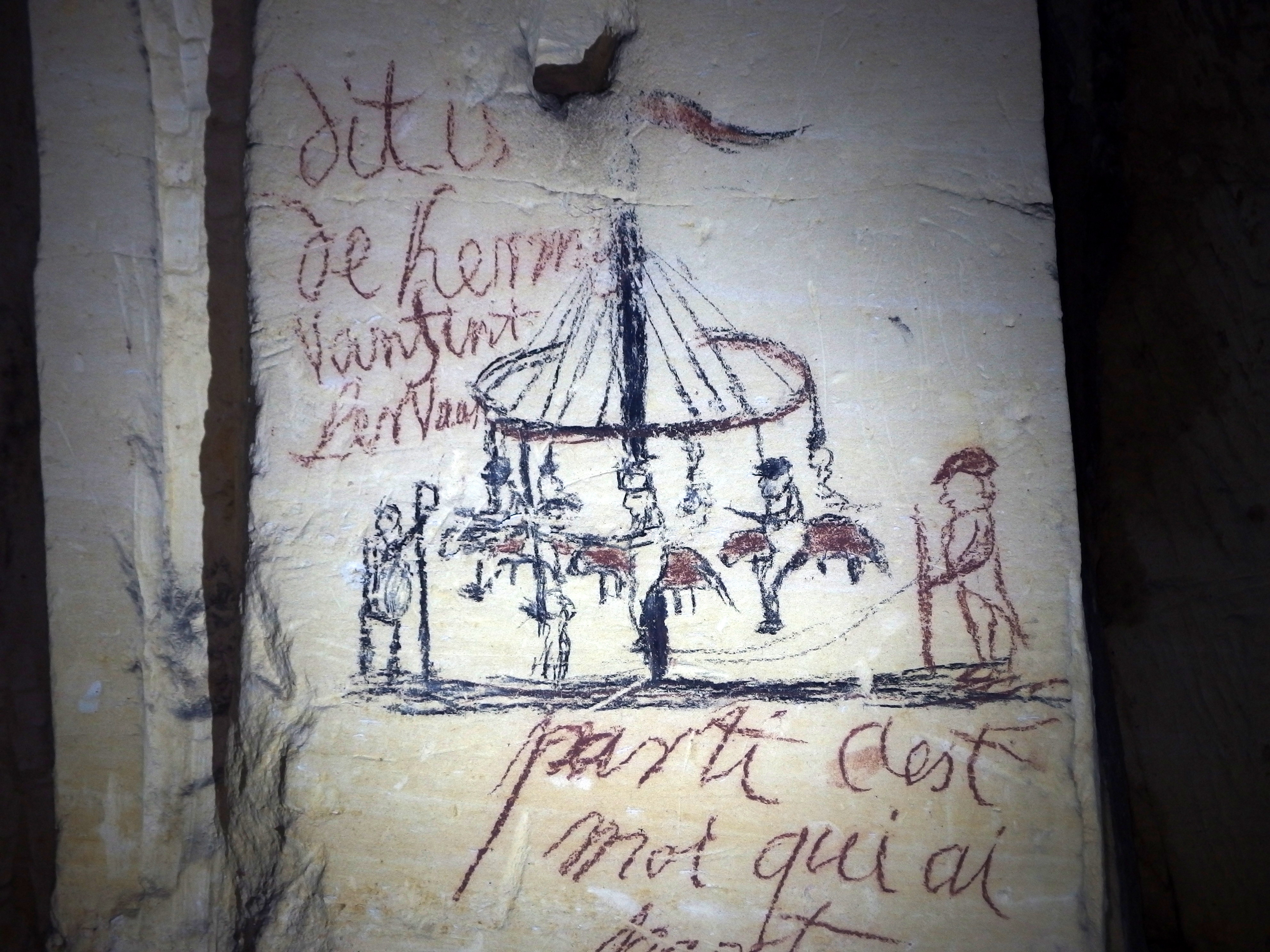
Vieux dessin sur le mur
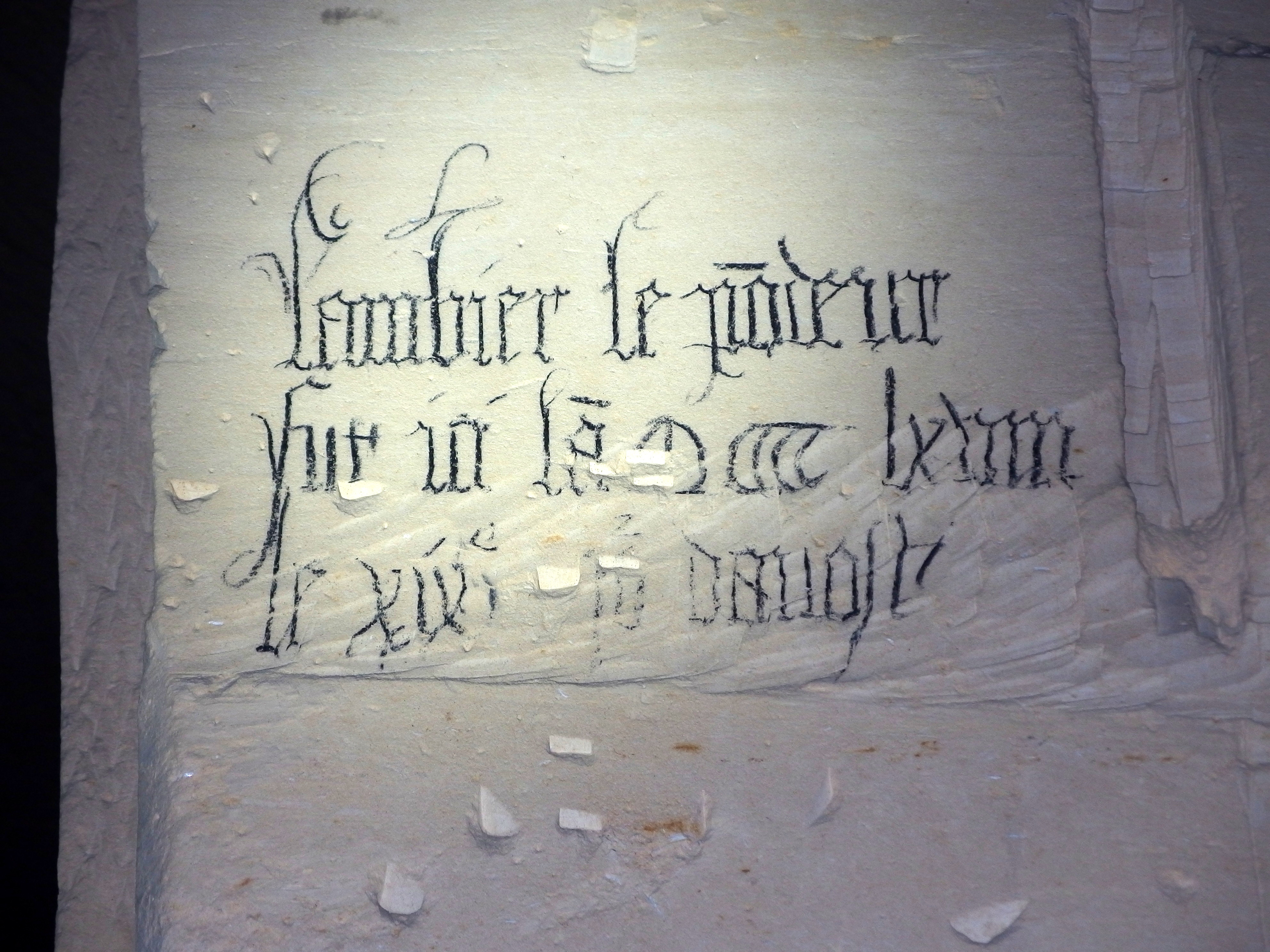
Texte de 1468, le plus ancien dans les carrières de tuffeau de la region